# Mayetería
La Mayetería es un tipo de agricultura tradicional en minifundios característico de los municipios gaditanos de Rota y Trebujena, en Andalucía.

## Terminología
Al agricultor que practica la mayetería se le denomina "malleto", término recogido por el diccionario de la Real Academia Española en el sentido que se usa en la vecina localidad de Sanlúcar de Barrameda y Trebujena, ligeramente distinto al usado en Rota.
Tradicionalmente, los productos de la huerta roteña, fruto de la mayetería, han tenido gran renombre (a veces productos autóctonos de escasa producción). Los usos y costumbres relacionados con esta práctica agrícola, así como el tipo humano vinculada a la misma, están en claro retroceso frente a la urbanización y a la reconversión de las actividades económicas tradicionales no especulativas.